# De Havilland DH.93 Don
Die de Havilland DH.93 Don war ein einmotoriges, dreisitziges Mehrzweckflugzeug des britischen Herstellers de Havilland Aircraft Company aus den 1930er-Jahren. Es entstand gemäß der Air Ministry-Spezifikation T6/36 und sollte ursprünglich zur Schulung von Piloten, Funkern und Bordschützen verwendet werden. Tatsächlich wurde es als Verbindungsflugzeug genutzt.

## Geschichte
Der Erstflug des Prototyps fand am 18. Juni 1937 statt. An die anfängliche Erprobung durch den Hersteller schlossen sich offizielle Tests in Martlesham Heath an. Die Änderungswünsche des Auftraggebers erhöhten das Gewicht des Musters derart, dass einige Ausrüstungsgegenstände wieder ausgebaut werden mussten.
Auf diese Weise in ihrem Einsatzspektrum beeinträchtigt, wurden anstatt der ursprünglich bestellten 250 DH.93 nur 50 Flugwerke – davon 20 ohne Motor – ausgeliefert. Nach einem Umbau zu Verbindungsflugzeugen wurden die 30 motorisierten Maschinen der No. 24 Squadron der Royal Air Force zugeteilt.

## Konstruktion
Bei der DH.93 Don handelte es sich um eine Holzkonstruktion mit selbsttragender Hülle. Das Flugzeug war als Tiefdecker ausgelegt. Als Antrieb diente ein Reihenmotor de Havilland Gipsy King 1 mit einer Leistung von 525 PS (391
kW).

## Militärische Nutzer
- Vereinigtes Königreich

Royal Air Force

## Technische Daten
| Kenngröße             | Daten                                                                     |
| --------------------- | ------------------------------------------------------------------------- |
| Besatzung             | 3                                                                         |
| Länge                 | 11,38 m                                                                   |
| Spannweite            | 14,48 m                                                                   |
| Höhe                  | 2,87 m                                                                    |
| Leermasse             | 2.291 kg                                                                  |
| Startmasse            | 3.112 kg                                                                  |
| Höchstgeschwindigkeit | 304 km/h in 2.665 m Höhe                                                  |
| Dienstgipfelhöhe      | 7.100 m                                                                   |
| Reichweite            | 1.432 km                                                                  |
| Triebwerke            | ein 12-Zylinder-Reihenmotor de Havilland Gipsy King 1 mit 525 PS (391 kW) |